# Fatto giuridico
Con fatto giuridico, in diritto, si intende un avvenimento o una situazione prevista dalla fattispecie di una norma. Al verificarsi del fatto giuridico, la norma ricollega il prodursi di un effetto giuridico, ossia la costituzione, la modificazione o l'estinzione di un rapporto giuridico.

## Descrizione
Negli ordinamenti derivanti dal diritto romano, i fatti giuridici sono gli accadimenti che avvengono nell'ambito delle norme giuridiche e possono essere sia involontari, ossia determinati da eventi naturali come la nascita o la morte di un soggetto o da atti di terzi ("atti del terzo"), sia volontari. Il fatto giuridico si distingue dal fatto naturalistico perché quest'ultimo è un accadimento che si verifica nella realtà materiale, mentre il fatto giuridico appartiene al mondo del diritto. Se un fatto naturalistico è previsto nella fattispecie di una norma, esso diventa giuridicamente rilevante all'interno dell'ordinamento giuridico ed è qualificabile come fatto giuridico; ne segue che tutti i fatti giuridici sono altresì fatti naturalistici, mentre non è vero il contrario. Vi è una grande varietà di fatti naturalistici che possono essere qualificati come fatti giuridici da una norma, e tale circostanza rende problematica una trattazione unitaria dell'argomento; d'altra parte, inteso in quest'ampia accezione, il concetto di fatto giuridico implica che non esistono effetti giuridici che non siano ricollegati a un fatto. A titolo di esempio, si può dire che fatti giuridici sono tanto il decorso del tempo quanto un negozio giuridico.
Gli atti volontari, detti anche "atti giuridici", si distinguono a loro volta in leciti, ossia quelli che rispettano le norme giuridiche, e illeciti.
Se è vero che gli effetti giuridici sono sempre ricollegabili a un fatto giuridico, non si può però affermare che il fatto giuridico sia causa dell'effetto: la causa dell'effetto giuridico è sempre e solo la norma, mentre il fatto rappresenta soltanto una condizione perché si produca.

## Distinzioni
I fatti giuridici si possono distinguere in:
- Fatti istantanei, se consistono in un avvenimento che si esaurisce nel momento del suo formarsi;
- Fatti permanenti, se consistono in una situazione, ossia uno stato di cose che consegue a un avvenimento e persiste finché non sopraggiunge un altro avvenimento che lo fa cessare.

Sotto il diverso profilo degli effetti che ne derivano, i fatti giuridici si possono inoltre distinguere in:
- Fatti costitutivi, se il loro verificarsi determina la nascita di un rapporto giuridico;
- Fatti modificativi, se il loro verificarsi determina la modificazione, oggettiva o soggettiva, di un rapporto giuridico;
- Fatti estintivi, se il loro verificarsi determina il venir meno di un rapporto giuridico;
- Fatti impeditivi, se il loro verificarsi impedisce la nascita di un rapporto giuridico.

Infine, i fatti giuridici si possono distinguere in:
- Meri fatti, se per l'ordinamento la volontà del loro accadimento risulta irrilevante, a prescindere dal fatto che siano determinati da un'azione umana o da una forza della natura (ad esempio il decorso di un termine, la morte di una persona, un evento meteorologico, ecc.);
- Atti giuridici, se, invece, per l'ordinamento è rilevante la volontà del loro accadimento, determinata da un'azione umana (ad esempio una promessa, un testamento, una sentenza, un contratto, un atto amministrativo, una legge, ecc.).

Da quanto detto emerge che un comportamento umano può essere preso in considerazione dalla norma come atto giuridico, quando per la produzione degli effetti giuridici la norma stessa richiede la volontarietà della condotta, oppure come mero fatto, quando invece gli effetti si producono a prescindere dalla volontarietà della condotta. Può anche accadere che lo stesso comportamento sia preso in considerazione come atto giuridico da una norma e come mero fatto da un'altra.